# Communauté d'agglomération Seine et Vexin
La communauté d'agglomération Seine et Vexin est un ancien établissement public de coopération intercommunale (EPCI) français, situé dans le département des Yvelines et la région Île-de-France.
Elle est dissoute le 31 décembre 2015, compte tenu de la création de la communauté urbaine Grand Paris Seine et Oise le 1er janvier 2016.

## Historique
Une Communauté de communes Vexin-Seine avait été créée par arrêté préfectoral du 20 décembre 2004.
Celle-ci, en regroupant autour d'elle 9 nouvelles communes, constitue depuis le 1er janvier 2014 la nouvelle Communauté d'agglomération Seine & Vexin.
Son siège a été maintenu à Meulan.

## Composition
La communauté d'agglomération regroupait les communes suivantes :
| Nom                        | Code Insee | Gentilé        | Superficie (km2) | Population (dernière pop. légale) | Densité (hab./km2) |
| -------------------------- | ---------- | -------------- | ---------------- | --------------------------------- | ------------------ |
| Meulan-en-Yvelines (siège) | 78401      | Meulanais      | 3,46             | 9 241 (2014)                      | 2 671              |
| Bouafle                    | 78090      | Bouaflais      | 6,92             | 2 102 (2014)                      | 304                |
| Brueil-en-Vexin            | 78113      | Brueillois     | 7,34             | 696 (2014)                        | 95                 |
| Ecquevilly                 | 78206      | Ecquevillois   | 11,27            | 4 076 (2014)                      | 362                |
| Évecquemont                | 78227      | Épiscemontois  | 2,50             | 789 (2014)                        | 316                |
| Flins-sur-Seine            | 78238      | Flinois        | 8,61             | 2 312 (2014)                      | 269                |
| Gaillon-sur-Montcient      | 78261      | Gaillonnais    | 4,83             | 679 (2014)                        | 141                |
| Hardricourt                | 78299      | Hardricourtois | 3,28             | 2 059 (2014)                      | 628                |
| Jambville                  | 78317      | Jambvillois    | 4,81             | 843 (2014)                        | 175                |
| Juziers                    | 78327      | Juziérois      | 9,88             | 3 820 (2014)                      | 387                |
| Lainville-en-Vexin         | 78329      | Lainvillois    | 7,67             | 815 (2014)                        | 106                |
| Les Mureaux                | 78440      | Muriautins     | 11,99            | 31 647 (2014)                     | 2 639              |
| Mézy-sur-Seine             | 78403      | Méziacois      | 4,76             | 1 997 (2014)                      | 420                |
| Montalet-le-Bois           | 78416      | Montalboisiens | 3,01             | 333 (2014)                        | 111                |
| Oinville-sur-Montcient     | 78460      | Oinvillois     | 3,87             | 1 093 (2014)                      | 282                |
| Tessancourt-sur-Aubette    | 78609      | Taxicurtiens   | 4,36             | 982 (2014)                        | 225                |
| Vaux-sur-Seine             | 78638      | Vauxois        | 8,45             | 4 715 (2014)                      | 558                |

## Compétences
Elle agit en lieu et place des communes qui lui transfèrent des compétences, inscrites dans ses statuts.